# Ipsilon
Ipsilon  (grčki srednji rod: Ύψιλον; veliko slovo Υ; malo slovo υ) dvadeseto je slovo grčkoga alfabeta i ima brojčanu vrijednost od 400. U starogrčkom se izgovaralo /u/, /y/ ili /yː/, a u novogrčkom /i/ kao samoglasnik, odnosno /f/ ili /v/ kao dio dvoglasa.

## Podrijetlo
Varijacija slova vav iz feničkog pisma izvor je grčkoga. Od druge inačice nastalo je slovo digama.

## Šifra znaka
|                   | Veliko slovo Υ               | Malo slovo ϒ (varjacija)       | Malo slovo υ               |
| ----------------- | ---------------------------- | ------------------------------ | -------------------------- |
| unicode Codepoint | U+03A5                       | U+03D2                         | U+03C5                     |
| Unicode-Ime       | GREEK CAPITAL LETTER UPSILON | GREEK UPSILON WITH HOOK SYMBOL | GREEK SMALL LETTER UPSILON |
| HTML              | &#933;                       | &#978;                         | &#965;                     |
| HTML-Identitet    | &Upsilon;                    | -                              | &upsilon;                  |